# Aircraft Carrier Alliance

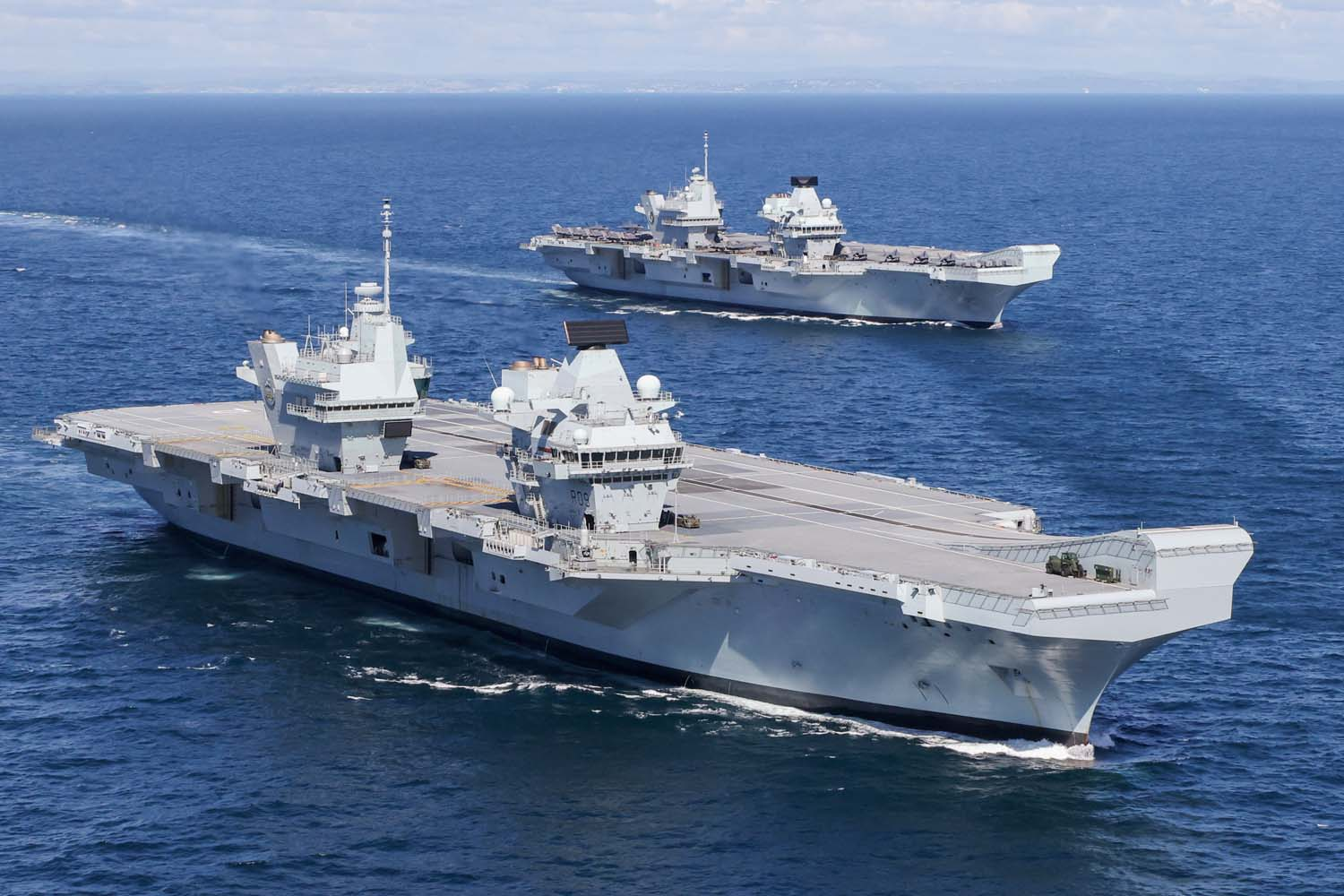
Les et le ont été construits au chantier de Rosyth Dockyard.

Aircraft Carrier Alliance est une coentreprise réunissant BAE Systems, Babcock International Group, Thales et le Ministère britannique de la Défense (Royaume-Uni) ainsi que le chantier naval de Rosyth, créé en 2003 pour construire les porte-avions de classe Queen Elizabeth pour la Royal Navy. Avec Rosyth, cinq autres chantiers navals sont également impliqués dans le processus de construction, dont Appledore Shipbuilders, Cammell Laird, le chantier Govan de BAE, HMNB Portsmouth et A&P Tyne. Elle est dissoute en 2019 après la livraison des deux navires de cette classe.